# Johansen Peak
Il Johansen Peak  è un prominente picco roccioso antartico alto circa 3.310 m, situato  6 km a est-sudest del Monte Gjertsen, nelle La Gorce Mountains, catena montuosa che fa parte dei Monti della Regina Maud, in Antartide. 
Fu scoperto dall'esploratore polare statunitense Richard Evelyn Byrd durante il volo verso il Polo Sud del 28-29 novembre 1929 e mappato nel dicembre 1934 dal gruppo geologico comandato da Quin Blackburn facente parte della seconda spedizione antartica di Byrd.
La denominazione fu assegnata per tentare di riconciliare le scoperte di Byrd con le denominazioni assegnate in precedenza nel 1911-12 dall'esploratore norvegese Roald Amundsen. Amundsen aveva denominato una montagna nelle vicinanze in onore dell'esploratore polare norvegese Hjalmar Johansen (1867-1913), membro della sua spedizione polare del 1910-12.